# Копко Петро Максимович

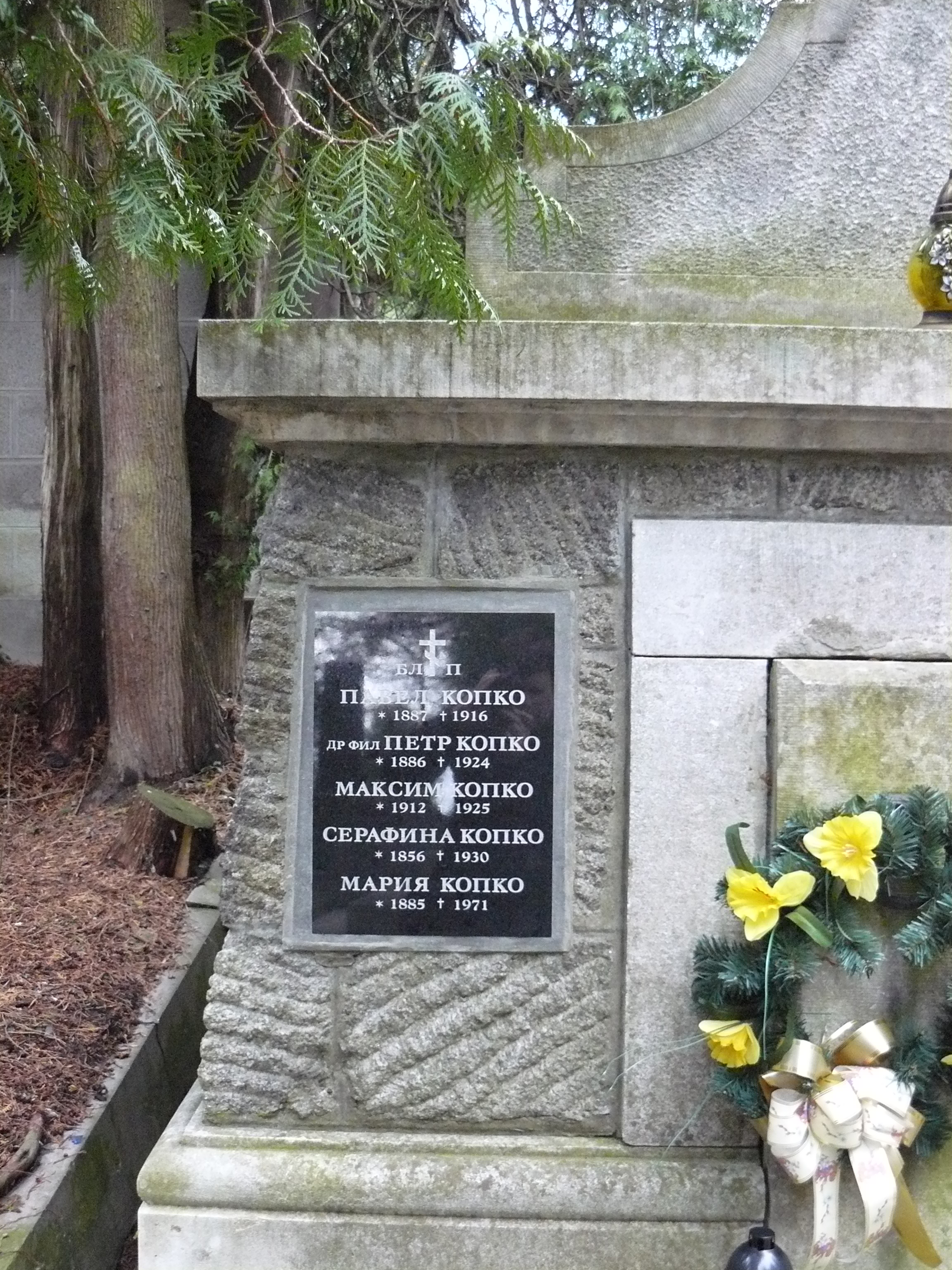
родинна гробниця роду Копків на Головному цвинтарі Перемишля

Петро Максимович Копко (*1886, Перемишль — †1923, Перемишль) — філолог, син композитора Максима Копка.

## Життєпис
Народився у Перемишлі, вищу освіту здобув на історико-філологічному факультеті Віденського університету. Отримав ступінь доктора філології під приводом відомого славіста Ватрослава Ягича. Продовжував навчання та почав власні дослідження у Берлині, а потім — Москві був особисто знайомий з Шахматовим. У 1917 році був обраний доцентом Харківського університету. Революція, громадянська війна та особиста трагедія (смерть батька) не дозволили йому у повній мірі здійснити всі наукові плани.
У 1922 році він повернувся до рідного Перемишля, де наступного року помер.

## Твори
- Исследование о языке «Бесед на Евангелие Григория Великого» — Львів, 1909
- Исследоване о языке Пандектов Антиоха XI в. — Санкт-Петербург, 1915  [Архівовано 6 березня 2016 у Wayback Machine.]
- Ударение в русском языке (рукопис)
- Krytyczny rozbiór gramatyki narodowej O. Kopczynskiego (1778–1780) — Kraków,1909
- Apostolus Bibliensis saec. XIV (критико-грамматический разбор с воспроизведением полного текста найденного автором в с. Библе, Перемышльского уезда, пергаментного отрывка апостольских чтений местного происхождения). — Відень,1912